# Rottweil (district)
Districtul Rottweil este un district rural (în germană Landkreis), în landul Baden-Württemberg, Germania.
1. 1 2 3  GeoNames